# Canthidium flabellatum
Canthidium flabellatum е вид бръмбар от семейство Листороги бръмбари (Scarabaeidae).

## Разпространение
Този вид е разпространен в Бразилия (Амазонас).